# Dolomitterne
Dolomitterne er en bjergkæde i de sydlige kalkalper. Området er en del af de italienske regioner Trentino-Sydtyrol og Veneto. Det højeste bjerg i Dolomitterne er Punta Penia, i bjergkæden Marmolada, der er 3.343 m over havet.
Bjergene består hovedsageligt af hævede koralrev, som blev dannet i Tethyshavet i løbet af Trias-perioden. Bjergarten kaldes for dolomit, og den bliver brudt og forhandlet i knust form (under navnet dolomitkalk) på grund af et værdifuldt indhold af magnesiumcarbonat. Selve navnet "Dolomitterne" stammer fra den franske geolog, Deodat de Dolomieu (1750-1801). Først med hans beskrivelse af dolomit som bjergart, fik bjergkæden sit nuværende navn, mens den tidligere blot havde heddet Monti pallidi (= "Blege bjerge").

## Geografi
Afgrænsningen af Dolomitterne er omstridt, men almindeligvis betragter man Pusterdalen som nordgrænse, mens Sextenerne, Kreuzbergsadlen og Piavedalen danner østgrænse, og sydgrænsen løber langs Piave, linjen Feltre-Enego og Val Sugana. Vestgrænsen består af dalene langs Adige og Iarco. Derfor hører hverken Brentamassivet, de såkaldte "Nederengadinske Dolomitter" eller "Lienzdolomitterne" til de egentlige Dolomitter.
Det er karakteristisk for Dolomitterne, at der er voldsomme skift mellem blidt bølgende sætere og de højt opstigende, stejle rygge af kalksten. Disse bjergrygge når næsten alle en højde på ca. 3.000 m, og de er ofte affladede på toppen. Tidligere fandtes der nogle bemærkelsesværdige gletsjere, men den eneste, som er tilbage i dag, er Marmolatagletsjeren.

## De vigtigste bjergtoppe
| Navn                                       | meter | Navn                           | meter |
| ------------------------------------------ | ----- | ------------------------------ | ----- |
| Marmolada                                  | 3343  | Pala di San Martino            | 2996  |
| Antelao                                    | 3263  | Catinaccio (Rosengartentoppen) | 2981  |
| Tofana di Mezzo                            | 3241  | Marmarole                      | 2961  |
| Sorapiss                                   | 3229  | Cima di Fradusta               | 2941  |
| Monte Civetta                              | 3220  | Fermedaturm                    | 2867  |
| Vernel                                     | 3145  | Cima d'Asta                    | 2848  |
| Monte Cristallo                            | 3199  | Cima Canali                    | 2846  |
| Cima di Vezzana                            | 3191  | Croda Grande                   | 2839  |
| Cimon della Pala                           | 3186  | Torri del Vajolet (største)    | 2821  |
| Langkofel                                  | 3181  | Sass Maor                      | 2816  |
| Monte Pelmo                                | 3169  | Cima di Ball                   | 2783  |
| Cima dei Tre Scarperi (Dreischusterspitze) | 3162  | Cima della Madonna (Sass Maor) | 2751  |
| Piz Boè (Sellagruppen)                     | 3152  | Cima della Rosetta             | 2741  |
| Croda Rossa d'Ampezzo (Hohe Gaisl)         | 3148  | Croda da Lago                  | 2701  |
| Piz Popen                                  | 3143  | Central Grasleitenspitze       | 2705  |
| Grohmannspitze (Langkofel)                 | 3111  | Schiara                        | 2562  |
| Croda dei Toni (Zwölferkofel)              | 3094  | Sasso di Mur                   | 2554  |
| Cima Undici (Elferkofel)                   | 3092  | Cima Dodici                    | 2338  |
| Sass Rigais (Geislerspitze)                | 3027  | Monte Pavione                  | 2336  |
| Tre Cime di Lavaredo                       | 3003  | Cima di Posta                  | 2235  |
| Catinaccio d'Antermoia (Kesselkogel)       | 3001  | Monte Pasubio                  | 2232  |
| Fünffingerspitze                           | 2997  |                                |       |